# Karel Roubíček (fotbalista)
Karel Roubíček (* 15. března 1953) je bývalý český fotbalista, obránce.

## Fotbalová kariéra
V československé lize hrál za TŽ Třinec a Bohemians Praha. Nastoupil ve 183 ligových utkáních a dal 9 gólů. V nižších soutěžích hrál i za Škodu Plzeň a SC Xaverov Horní Počernice. V Poháru UEFA nastoupil v 6 utkáních. Finalista Českého poháru 1980.

## Ligová bilance
| Ročník                                   | Zápasy | Góly | Klub                       |
| ---------------------------------------- | ------ | ---- | -------------------------- |
| 1. československá fotbalová liga 1974/75 | 23     | 1    | TŽ Třinec                  |
| 1. československá fotbalová liga 1975/76 | 29     | 1    | TŽ Třinec                  |
| 2. československá fotbalová liga 1976/77 | -      | -    | TŽ Třinec                  |
| 1. československá fotbalová liga 1976/77 | 15     | 1    | Bohemians Praha            |
| 1. československá fotbalová liga 1977/78 | 29     | 1    | Bohemians Praha            |
| 1. československá fotbalová liga 1978/79 | 23     | 1    | Bohemians Praha            |
| 1. československá fotbalová liga 1979/80 | 28     | 3    | Bohemians Praha            |
| 1. československá fotbalová liga 1980/81 | 21     | 0    | Bohemians Praha            |
| 1. československá fotbalová liga 1981/82 | 14     | 1    | Bohemians Praha            |
| Česká národní fotbalová liga 1981/82     | 15     | 0    | Škoda Plzeň                |
| Česká národní fotbalová liga 1982/83     | 20     | 2    | SC Xaverov Horní Počernice |
| Česká národní fotbalová liga 1983/84     | 28     | 4    | SC Xaverov Horní Počernice |
| Česká národní fotbalová liga 1984/85     | 26     | 5    | SC Xaverov Horní Počernice |
| Česká národní fotbalová liga 1985/86     | 5      | 0    | SC Xaverov Horní Počernice |
| Česká národní fotbalová liga 1986/87     | 11     | 1    | SC Xaverov Horní Počernice |
| CELKEM 1. liga                           | 183    | 9    |                            |